# Шевцова, Любовь Григорьевна
Любо́вь Григо́рьевна Шевцо́ва (8 сентября 1924, Изварино, Краснодонский городской совет — 9 февраля 1943, Ровеньки) — комсомолка, активная участница и член штаба подпольной антифашистской организации «Молодая гвардия», действовавшей на территории города Краснодон и Ворошиловградской (ныне Луганской) области. Герой Советского Союза (1943) посмертно.

## Биография
Любовь Шевцова родилась в посёлке Изварино Краснодонского района.
В 1927 году семья Шевцовых переехала в Краснодон. Отец — Григорий Ильич, мать — Ефросинья Мироновна, Люба — их единственная дочь.
Училась в школе в одном классе с Сергеем Тюлениным, отличалась весёлым характером, побеждала на спортивных соревнованиях, участвовала в художественной самодеятельности и посещала кружок юннатов, мечтала стать актрисой.
В первые месяцы войны Люба Шевцова окончила курсы медсестёр, работала в госпитале в Краснодоне.
В феврале 1942 года Любовь Шевцова вступила в ВЛКСМ. В апреле 1942 года по рекомендации Краснодонского райкома комсомола стала курсантом Ворошиловградской школы подготовки партизан и подпольщиков, получила здесь специальность радистки.
Окончив школу, летом 1942 года Шевцова была оставлена для связи в одной из подпольных групп, действовавших в оккупированном Ворошиловграде. В её обязанности входило передавать в Центр разведданные, собранные подпольщиками. В середине августа в результате провала явочной квартиры одного из членов подпольной группы возникла опасность ареста Шевцовой. После безуспешных попыток наладить связь с руководителем группы, Люба вынуждена была уехать в Краснодон. Здесь устанавливает связь с молодёжным подпольем, становится активным участником организации «Молодая гвардия», а затем и членом её штаба.
Любовь Шевцова распространяла листовки, вела разведку, добывала медикаменты. Вместе с Сергеем Тюлениным и Виктором Лукьянченко в декабре 1942 года участвовала в поджоге биржи труда, после чего вернулась в клуб, где пела для немецких офицеров, чтобы отвлечь их внимание от пожара на бирже. Смелая операция молодогвардейцев спасла от угона в Германию около двух тысяч юношей и девушек Краснодонского района. По заданию штаба Люба неоднократно ездила в Ворошиловград, Каменск и другие населённые пункты, осуществляя связь с партизанами.
Неожиданно полиция арестовала одного из членов подпольной группы как антифашистски настроенного, но, так как данных о его связях с советской разведкой полиция не имела, вскоре он, с разрешения СД, был освобождён. Однако, неосторожность этого члена группы усложнила работу Шевцовой. В сентябре 1942 года на квартиру, где останавливалась Шевцова, пришли немцы и интересовались, где она проживает. Люба в это время была у своих родных в Краснодоне. Приехав в Ворошиловград и узнав о посещении немцев, она покинула город. Появляться в Ворошиловграде было небезопасно, но она ещё несколько раз приезжала в город, пытаясь установить связь с руководителем группы. Рискуя жизнью, Люба попробовала забрать рацию и вывезти её в Краснодон. Установить связь с руководителями группы ей так и не удалось.
Сохранилась записка Шевцовой к руководителю группы, написанная карандашом на клочке нотной бумаги. Шевцова писала:
«…Я была у вас, что, у вас плохое положение? Но все равно должно быть таким, как подлежит, целым и сохранным. Если будет плохо вам жить, то попробуйте пробраться ко мне, у нас значительно лучше, а без моего разрешения ничего не делайте. Я, возможно, отвезу или отнесу все понемножку своё приданное. Если приедете ко мне, то мой адрес. Гор. Краснодон, ул. Чкалова, N27».
Шевцова не знала, что в это время её рация была уничтожена руководителем группы.
8 января 1943 года Любовь Шевцова была арестована краснодонской полицией.
Гитлеровцы давно разыскивали её как советскую радистку, поэтому, стремясь узнать от неё шифры и явки, мучили подпольщицу особенно долго и жестоко. Но они ничего не добились. 31 января 1943 года Любу Шевцову вместе с Дмитрием Огурцовым, Семеном Остапенко и Виктором Субботиным под усиленным конвоем доставили в окружную жандармерию в город Ровеньки. 9 февраля после пыток и издевательств их расстреляли в Гремучем лесу на окраине города.
Похоронена Любовь Шевцова в братской могиле жертв нацизма в центре города Ровеньки в сквере имени «Молодой гвардии».

## Награды
Звание Героя Советского Союза присвоено посмертно Указом Президиума Верховного Совета СССР от 13 сентября 1943 года. Награждена орденом Ленина.

## Память
- Является героиней романа А. Фадеева «Молодая гвардия» и одноимённых кинофильма С. Герасимова и телесериала Л. Пляскина.
- Именем Л. Г. Шевцовой были названы улицы в Липецке, Калининграде, Днепропетровске, Луганске, Волгограде, Красноярске,Владикавказе, Воронеже, Новосибирск, Нижнем Новгороде, Ульяновске, Йошкар-Оле и других населённых пунктах.
- В 1972 году построен прогулочный катер «Люба Шевцова» (порт приписки — Ялта), с осени 2011 года не эксплуатируется.
- В 2017 г. Почта Луганской Народной Республики выпустила блок марок «Молодая Гвардия 75 лет». Одна из марок блока посвящена Л. Шевцовой[4].
- Памятник молодогвардейцам, где изображена Любовь Шевцова, были установлены: Краснодон, Луганск, Бердянск, Молодогвардейск, Харьков, Петропавловка (Воронежская область), Раковичи (Житомирская область), Саратов, Прилуки, Канев, Ольховка (Закарпатская область), Саранск, Санкт-Петербург и других городах и сёлах[5].
- В 2015 году барельеф Любовь Шевцовой установлен на Аллее пионеров-героев (Ульяновск)[6].

- Бюст Любови Шевцовой в Харькове
- Герои-Молодогвардейцы: Ульяна Громова, Иван Земнухов, Олег Кошевой, Сергей Тюленин, Любовь Шевцова

## Изображение в кинематографии и публицистике

### Художественные фильмы
- В советском двухсерийном художественном фильме 1948 года «Молодая гвардия» Любу Шевцову сыграла Инна Макарова[7][8]
- В российском четырёхсерийном художественном фильме 2006 года «Последняя исповедь» роль Любы Шевцовой сыграла Анастасия Панина[9]
- В российском двенадцатисерийном сериале «Молодая гвардия» 2015 года роль Любы Шевцовой сыграла Екатерина Шпица[10][11]